# Gilgamesh (band)
Gilgamesh is een Britse band uit het midden van de  jaren zeventig. Gilgamesh maakt muziek die in te delen is bij de Canterbury-scene - rock met een jazzy inslag.
Leider van de band was de keyboard-speler Alan Gowen. De band begon eind 1972 met repeteren en na de nodige wisselingen ontstond begin 1973 de eerste wat vastere samenstelling van de band, met Phil Lee op gitaar, Mike Travis op drums en Neil Murray op basgitaar. Gilgamesh zou later nogal eens van basgitarist wisselen; Murray werd opgevolgd door achtereenvolgens Steve Cook, Mont Campbell en Jeff Clyne. In de tijd dat Steve Cook in de band speelde, werd Gilgamesh tijdelijk nog uitgebreid met Peter Leimer.
Gilgamesh zou maar een beperkt aantal liveoptredens geven; er zijn er maar een stuk of 15 bekend. De band speelde met name muziek die door Gowen gecomponeerd was. Die muziek ligt dicht aan tegen de muziek van Hatfield and the North. Eind 1973 speelden de twee bands een paar optredens samen, met onder meer speciaal daarvoor door Gowen geschreven arrangementen. In 1975 verscheen het debuutalum van de band, dat ook Gilgamesh heette.
In 1975 hield Gilgamesh op te bestaan. De musici stapten deels over naar National Health dat begon als octet van Gilgamesh en Hatfield-leden. Na zijn vertrek uit National Health in 1977 blies Gowen Gilgamesh nieuw leven in; dit zou leiden tot de opnames van een tweede album, "Another Fine Tune You've Got Me Into" (1978). De band bestond nu naast Gowen uit Phil Lee, Neil Murray en Trevor Tomkins. Voor de opnamen werd Murray vervangen door Hugh Hopper. Na de opnamen ging de band ter ziele; de reïncarnatie van Gilgamesh heeft nooit live opgetreden.
In 2000 is een aantal originele opnames uit 1973-1975 uitgegeven op CD. Deels betrof het versies van nummers van de eerste elpee, deels nog niet eerder uitgebrachte muziek. De CD bevatte ook een boekje over de muzikale carrière van Alan Gowen.

## Discografie
|      |                                                    |
| 1975 | Gilgamesh                                          |
| 1978 | Another Fine Tune You've Got Me Into               |
| 2000 | Arriving Twice (uitgave van opnames uit 1973-1975) |

- International Standard Name Identifier: 0000 0000 9291 5312
- MusicBrainz: 186e5799-e9e8-40bd-8007-255d918a1dda
- Virtual International Authority File: 7307155044747472520004